# Friedberger Tor

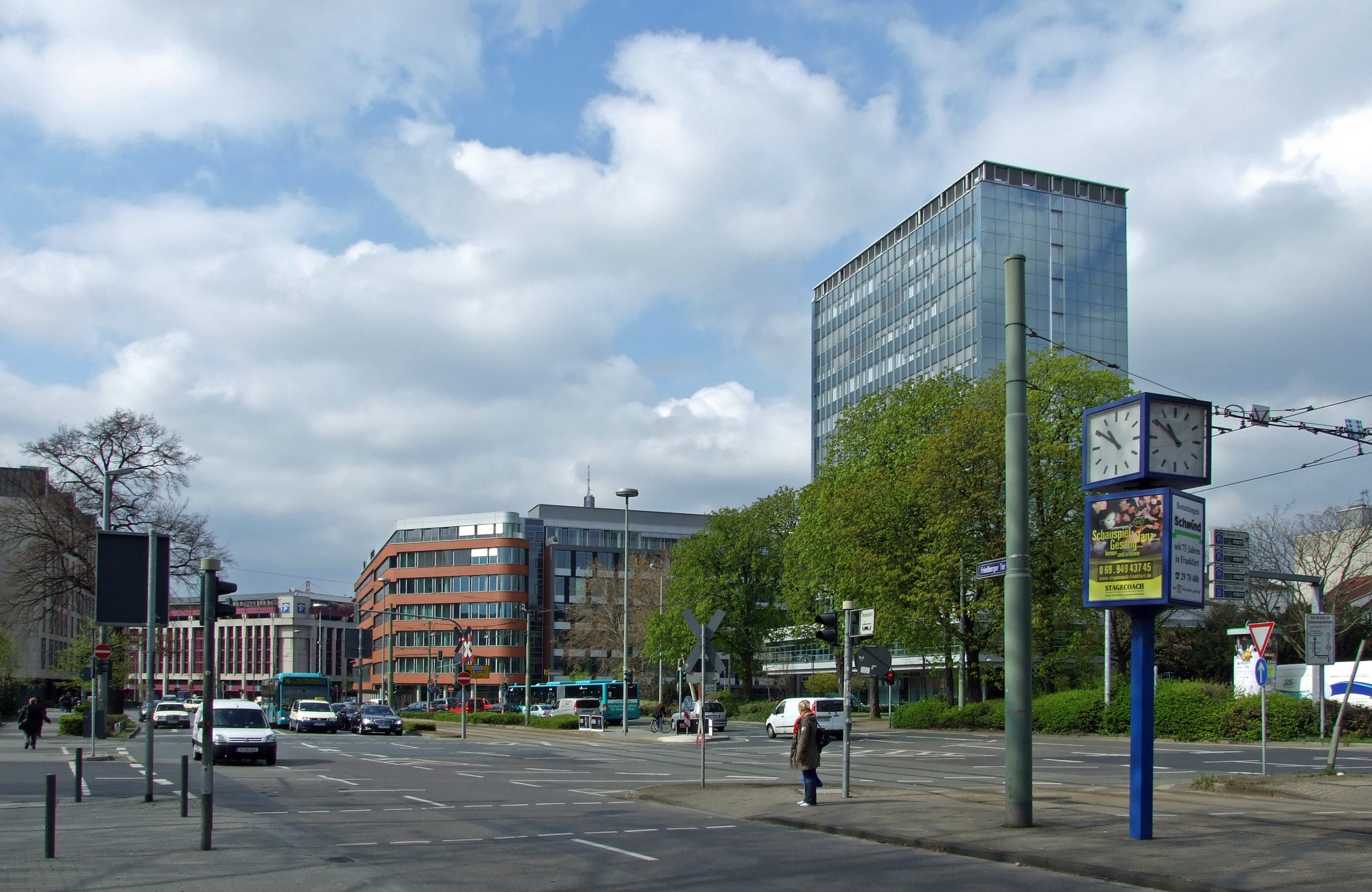
La Friedberger Tor.

La Friedberger Tor est une place de la ville de Francfort-sur-le-Main, en Allemagne. Elle se trouve notamment à proximité de la Friedberger Landstraße et de la Konrad-Adenauer-Straße.